# بلاسکسانچو
بلاسکسانچو دهستانی در استان آبیلای اسپانیا است.
در این دهستان ۱۵۵ نفر زندگی می‌کنند. مساحت این دهستان ۲۲٫۹۷ کیلومتر مربع است.